# Santa María del Henar
Santa María del Henar fue una localidad de la provincia de Segovia, en la actual comunidad autónoma de Castilla y León (España). Formó parte de la Comunidad de Villa y Tierra de Cuéllar, estando encuadrada en el Sexmo de Cuéllar, y tras su despoblación su término municipal fue incluido en el municipio de Cuéllar. 
Dentro de su núcleo urbano se localizaba la ermita de Nuestra Señora del Henar, sobre la que actualmente se levanta el Santuario de Nuestra Señora de El Henar, donde recibe culto la imagen románica de la Virgen del Henar, procedente de la primitiva localidad. El santuario se localiza a 5 kilómetros de Cuéllar, en el límite donde confina la provincia de Segovia y comienza la provincia de Valladolid.
No debe confundirse esta localidad con la también despoblada de San Cristóbal del Henar, que se hallaba siguiendo el pequeño valle, más abajo de Viloria del Henar, enmarcados ya en la actual provincia de Valladolid.